# Gran Premio motociclistico di Jugoslavia 1977
Il Gran Premio motociclistico di Jugoslavia fu il settimo appuntamento del motomondiale 1977.
Si svolse il 19 giugno 1977 sul circuito di Abbazia e vide la vittoria di Takazumi Katayama nella Classe 350, di Mario Lega nella Classe 250, di Pier Paolo Bianchi nella Classe 125 e di Ángel Nieto nella Classe 50.
In questo Gran Premio morirono due piloti: durante le prove della 250, Giovanni Ziggiotto cadde non riuscendo a evitare lo svedese Per-Edvard Carlsson, finito a terra in precedenza, e fu urtato da altri piloti: morirà dopo undici giorni di coma presso l'ospedale di Fiume. Nella gara della 50 Ulrich Graf (vincitore l'anno precedente) cadde a causa di una foratura alla gomma posteriore, sbattendo contro delle rocce a bordo pista e perdendo la vita sul colpo.

## Classe 350
28 piloti alla partenza, 10 al traguardo.

### Arrivati al traguardo
| Pos | Pilota             | Moto   | Tempo     | Punti |
| --- | ------------------ | ------ | --------- | ----- |
| 1   | Takazumi Katayama  | Yamaha | 56' 53" 0 | 15    |
| 2   | Jon Ekerold        | Yamaha | +35" 2    | 12    |
| 3   | Michel Rougerie    | Yamaha | +1' 09" 7 | 10    |
| 4   | Tom Herron         | Yamaha | +1' 16" 9 | 8     |
| 5   | John Dodds         | Yamaha | +1' 19" 8 | 6     |
| 6   | Olivier Chevallier | Yamaha | +1' 43" 3 | 5     |
| 7   | Patrick Fernandez  | Yamaha | +1' 53" 3 | 4     |
| 8   | Pekka Nurmi        | Yamaha | +1' 57" 8 | 3     |
| 9   | Jean-Claude Hogrel | Yamaha | +1 giro   | 2     |
| 10  | Helmut Kassner     | Yamaha | +1 giro   | 1     |

### Ritirati
| Pilota            | Moto              | Motivo ritiro |
| ----------------- | ----------------- | ------------- |
| Mario Lega        | Bakker-Morbidelli |               |
| Giacomo Agostini  | Yamaha            |               |
| János Drapál      | Yamaha            |               |
| Patrick Pons      | Yamaha            |               |
| Leif Gustafsson   | Yamaha            |               |
| Pentti Korhonen   | Yamaha            |               |
| Kork Ballington   | Yamaha            |               |
| Christian Sarron  | Yamaha            |               |
| Gianni Pelletier  | Yamaha            |               |
| Karl Auer         | Yamaha            |               |
| Eero Hyvärinen    | Yamaha            |               |
| Denis Boulom      | Yamaha            |               |
| Gianfranco Bonera | Yamaha            |               |
| Ken Nemoto        | Yamaha            |               |
| Sven Andersson    | Yamaha            |               |
| Chiuro            | Yamaha            |               |
| Werner Schmied    | Rotax             |               |
| Ernst Fagerer     | Yamaha            |               |
| Giuseppe Consalvi | Yamaha            |               |

### Non partiti
| Pilota       | Moto   |
| ------------ | ------ |
| José Cecotto | Yamaha |

## Classe 250
30 piloti alla partenza, 18 al traguardo.

### Arrivati al traguardo
| Pos | Pilota             | Moto       | Tempo     | Punti |
| --- | ------------------ | ---------- | --------- | ----- |
| 1   | Mario Lega         | Morbidelli | 49' 19" 4 | 15    |
| 2   | Takazumi Katayama  | Yamaha     | +6" 2     | 12    |
| 3   | Tom Herron         | Yamaha     | +41" 2    | 10    |
| 4   | John Dodds         | Yamaha     | +48" 3    | 8     |
| 5   | Pierluigi Conforti | Yamaha     | +51" 4    | 6     |
| 6   | Patrick Fernandez  | Yamaha     | +1' 02" 2 | 5     |
| 7   | Pentti Korhonen    | Yamaha     | +1' 06" 0 | 4     |
| 8   | Jon Ekerold        | Yamaha     | +1' 10" 2 | 3     |
| 9   | Pekka Nurmi        | Yamaha     | +1' 27" 0 | 2     |
| 10  | Patrick Pons       | Yamaha     | +1' 44" 7 | 1     |
| 11  | Christian Sarron   | Yamaha     | +1' 45" 7 |       |
| 12  | Gianni Pelletier   | Yamaha     | +1' 46" 1 |       |
| 13  | Hans Müller        | Yamaha     | +2' 05" 8 |       |
| 14  | Anton Mang         | Yamaha     | +2' 09" 2 |       |
| 15  | Leif Gustafsson    | Yamaha     | +1 giro   |       |
| 16  | José Cecotto       | Yamaha     | +1 giro   |       |
| 17  | Sauro Pazzaglia    | Yamaha     | +1 giro   |       |
| 18  | Giuseppe Consalvi  | Yamaha     | +1 giro   |       |

### Ritirati
| Pilota             | Moto            | Motivo ritiro |
| ------------------ | --------------- | ------------- |
| Michel Rougerie    | Yamaha          |               |
| Paolo Pileri       | Morbidelli      |               |
| Walter Villa       | Harley-Davidson |               |
| Guy Bertin         | Yamaha          |               |
| Barry Ditchburn    | Kawasaki        |               |
| Masahiro Wada      | Kawasaki        |               |
| Olivier Chevallier | Yamaha          |               |
| Eero Hyvärinen     | Yamaha          |               |
| Kork Ballington    | Yamaha          |               |
| Franco Uncini      | Harley-Davidson |               |
| Helmut Kassner     | Yamaha          |               |
| Harald Bartol      | Yamaha          |               |

## Classe 125
28 piloti alla partenza, 10 al traguardo.

### Arrivati al traguardo
| Pos | Pilota                 | Moto       | Tempo     | Punti |
| --- | ---------------------- | ---------- | --------- | ----- |
| 1   | Pier Paolo Bianchi     | Morbidelli | 46' 25" 4 | 15    |
| 2   | Ángel Nieto            | Bultaco    | +1' 13" 9 | 12    |
| 3   | Maurizio Massimiani    | Morbidelli | +1' 37" 4 | 10    |
| 4   | Jean-Louis Guignabodet | Morbidelli | +1' 52" 8 | 8     |
| 5   | Ermanno Giuliano       | Morbidelli | +2' 09" 4 | 6     |
| 6   | Matti Kinnunen         | Morbidelli | +2' 16" 1 | 5     |
| 7   | Anton Mang             | Morbidelli | +2' 28" 2 | 4     |
| 8   | Cees van Dongen        | Morbidelli | +1 giro   | 3     |
| 9   | Claudio Lusuardi       | Morbidelli | +2 giri   | 2     |
| 10  | Juliaan Vanzeebroeck   | Morbidelli | +3 giri   | 1     |

### Ritirati
| Pilota             | Moto       | Motivo ritiro |
| ------------------ | ---------- | ------------- |
| Eugenio Lazzarini  | Morbidelli |               |
| Harald Bartol      | Morbidelli |               |
| Pierluigi Conforti | Morbidelli |               |
| János Drapál       | Morbidelli |               |
| Stefan Dörflinger  | Morbidelli |               |
| Sauro Pazzaglia    | Morbidelli |               |
| Willy Pérez        | Yamaha     |               |
| Hans Müller        | Morbidelli |               |
| Germano Zanetti    | Morbidelli |               |
| Thierry Noblesse   | Morbidelli |               |
| Xaver Tschannen    | Bender     |               |
| Luigi Rinaudo      | Morbidelli |               |
| Branko Jelavić     | Morbidelli |               |
| Miodrag Sarić      | Morbidelli |               |
| Hans-Jürgen Hummel | Morbidelli |               |
| Boris Bajc         | Yamaha     |               |
| Herbert Rittberger | Morbidelli |               |
| Ernst Fagerer      | Morbidelli |               |

## Classe 50
30 piloti alla partenza, 15 al traguardo.

### Arrivati al traguardo
| Pos | Pilota                 | Moto           | Tempo     | Punti |
| --- | ---------------------- | -------------- | --------- | ----- |
| 1   | Ángel Nieto            | Bultaco        | 40' 47" 6 | 15    |
| 2   | Ricardo Tormo          | Bultaco        | +4" 6     | 12    |
| 3   | Patrick Plisson        | ABF            | +2' 08" 9 | 10    |
| 4   | Cees van Dongen        | Kreidler       | +1 giro   | 8     |
| 5   | Jean-Louis Guignabodet | UFO-Morbidelli | +1 giro   | 6     |
| 6   | Günter Schirnhofer     | Kreidler       | +1 giro   | 5     |
| 7   | Ramón Galí             | Derbi          | +1 giro   | 4     |
| 8   | Adrijan Bernetič       | Tomos          | +1 giro   | 3     |
| 9   | Theo Timmer            | Kreidler       | +1 giro   | 2     |
| 10  | Hans-Jürgen Hummel     | Kreidler       | +1 giro   | 1     |
| 11  | Ingo Emmerich          | Kreidler       | +1 giro   |       |
| 12  | Claudio Lusuardi       | Lusuardi       | +1 giro   |       |
| 13  | Otto Machinek          | Kreidler       | +3 giri   |       |
| 14  | Aldo Pero              | Kreidler       | +3 giri   |       |
| 15  | Vilko Sever            | Kreidler       | +4 giri   |       |

### Ritirati
| Pilota               | Moto     | Motivo ritiro |
| -------------------- | -------- | ------------- |
| Eugenio Lazzarini    | Kreidler |               |
| Herbert Rittberger   | Kreidler |               |
| Ulrich Graf          | Kreidler | caduta        |
| Stefan Dörflinger    | Kreidler |               |
| Boris Bajc           | Kreidler |               |
| Rudolf Kunz          | Kreidler |               |
| Nevio Paliska        | Tomos    |               |
| Engelbert Kip        | Kreidler |               |
| Wolfgang Müller      | Kreidler |               |
| Giorgio Antolini     | Derbi    |               |
| Ove Skifjeld         | Kreidler |               |
| Boris Marusa         | Kreidler |               |
| Repizky              | Kreidler |               |
| Juliaan Vanzeebroeck | Kreidler |               |
| Joaquín Galí         | Bultaco  |               |

## Fonti e bibliografia
- La Stampa, 19 giugno 1977, pag. 18 e 20 giugno 1977, pag. 16
- (EN) Chris Carter (a cura di), Motocourse 1977-78, Richmond, Surrey, Hazleton Securities Ltd, 1977,  p. 89, ISBN 0-905138-04-X.